# Mitromorpha angusta
Mitromorpha angusta é uma espécie de gastrópode do gênero Mitromorpha, pertencente a família Mitromorphidae.